# Bob Filner
Bob Filner właściwie Robert Earl Filner (ur. 4 września 1942 w Pittsburghu, zm. 20 kwietnia 2025 w Costa Mesa) – amerykański polityk, członek Partii Demokratycznej.

## Życiorys

### Wykształcenie
W 1963 ukończył studia licencjackie z zakresu chemii na Uniwersytecie Cornella, a w 1969 studia magisterskie z historii na Uniwersytecie w Delaware. W 1973 uzyskał doktorat z historii nauki na Uniwersytecie Cornella.

### Działalność polityczna
Od 1987 zasiadał w Radzie Miasta San Diego. Następnie od 3 stycznia 1993 do 3 stycznia 2003 przez pięć kadencji był przedstawicielem nowo utworzonego 50. okręgu, a od 3 stycznia 2003 do rezygnacji 3 grudnia 2012 przez pięć kadencji był przedstawicielem 51. okręgu wyborczego w stanie Kalifornia w Izbie Reprezentantów Stanów Zjednoczonych. Następnie od 3 grudnia 2012 do 30 sierpnia 2013 był burmistrzem San Diego. Ze stanowiska burmistrza ustąpił w wyniku oskarżeń o molestowanie seksualne.